# آدنوکارسینوم
آدنوکارسینوم یا آدنوکارسینوما (به انگلیسی: Adenocarcinoma) اصطلاحی است که برای بیان غده سرطانی بدخیم که از بافت پوششی منشا گرفته، استفاده می‌شود. نوع خوش‌خیم رشد کنترل‌نشدهٔ سلول‌های بافت پوششی نیز پاپیلوم نام دارد این سرطان می‌توان توسط فرایند متاستاز به نواحی دیگر بدن مانند مغز یا رحم منتقل شود.

## جدول بافت‌شناسی
| بافت‌درگیر  | نوع هایپرپلازی | اصطلاح پزشکی |
| ---------- | -------------- | ------------ |
| اپیتلیوم   | خوش‌خیم         | پاپیلوما     |
| اپیتلیوم   | بدخیم          | کارسینوما    |
| بافت همبند | خوش‌خیم         | --           |
| بافت همبند | بدخیم          | سارکوما      |
| غدد        | خوش‌خیم         | آدنوم        |
| غدد        | بدخیم          | آدنوکارسینوم |